# ميتسورو موكوجيما
ميتسورو موكوجِما (باليابانية: 向島 満) (5 مايو 1976 في فوجيدا في اليابان – )؛ هو لاعب كرة قدم ياباني سابق كان يلعب كمدافع.

## وصلات خارجية
- ميتسورو موكوجيما على موقع رابطة كرة القدم اليابانية للمحترفين (اليابانية)
- ميتسورو موكوجيما على موقع عالم كرة القدم.نت (الإنجليزية)